# Aerdt
Aerdt est un village situé dans la commune néerlandaise de Zevenaar, dans la province de Gueldre. En 2009, le village comptait 870 habitants.